# Gotthold Eisenstein

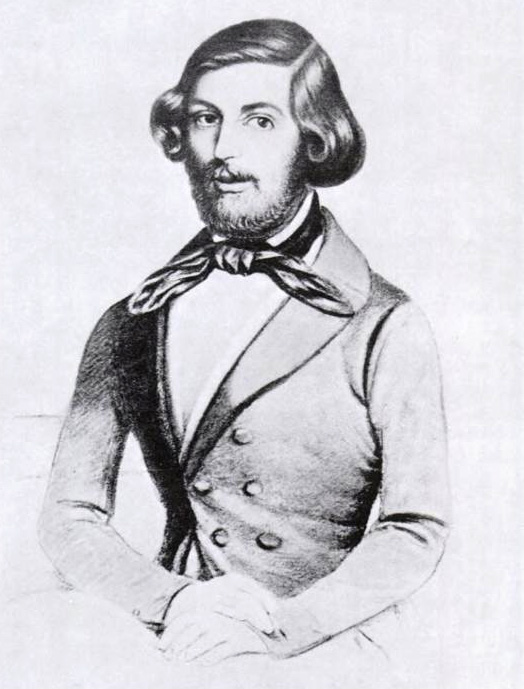
Gotthold Eisenstein

Ferdinand Gotthold Max Eisenstein (* 16. April 1823 in Berlin; † 11. Oktober 1852 ebenda) war ein deutscher Mathematiker, der hauptsächlich in der Zahlentheorie und über elliptische Funktionen arbeitete.

## Herkunft und Jugend
Er wurde als Sohn des Kaufmanns und zeitweiligen Plattier-Fabrikanten Johann Konstantin Eisenstein (1791–1875), geboren in Danzig, und von Helene Pollack (1799–1876), aus Königsberg stammend, in Berlin geboren. Die Eltern waren jüdischer Herkunft, konvertierten aber bereits vor seiner Geburt zum Protestantismus. Ein Bekannter der Familie weckte schon beim Sechsjährigen das Interesse für Mathematik („Ich konnte schon als Sechsjähriger den Beweis eines Satzes verstehen.“). Außerdem war er musikalisch interessiert, spielte Klavier und komponierte. Nach dem Besuch der Vorschule wurde er wegen seines schlechten Gesundheitszustandes auf ein Internat außerhalb Berlins geschickt. Im eher ländlichen Charlottenburg besuchte er von 1833 bis 1837 die reformpädagogische Cauersche Anstalt (ab 1834 Pädagogium), eine nach den Grundsätzen Fichtes und Pestalozzis geführte Lehr- und Erziehungsanstalt. 1837 bis 1842 war er am Friedrich-Wilhelm-Gymnasium bzw. Friedrich-Werder-Gymnasium. Ab 1840 besuchte er Vorlesungen des Mathematikers Dirichlet an der Universität Berlin. Am Gymnasium wurde er durch den Lehrer Karl Heinrich Schellbach gefördert, er las die Werke von Euler, Lagrange und Gauß. 1840 übersiedelte der Vater nach England, konnte aber nirgends Fuß fassen. Im Sommer 1842 folgte ihm Eisenstein mit der Mutter. Sie zogen durch England, Wales und Irland. In Liverpool erregte sein Klavierspiel Bewunderung. Außerdem studierte er in dieser Zeit Gauß’ Hauptwerk über Zahlentheorie, die Disquisitiones. In Dublin traf er den berühmten Mathematiker und Physiker William Rowan Hamilton, der ihm eine Arbeit über Abels Gleichungstheorie für die Publikation in Berlin mitgab. Mitte Juni 1843 war er wieder in Berlin, wo die Eltern von nun an getrennt lebten. Eisenstein zog ab 1843 insgesamt sechzehnmal in Berlin um; ab 1846 lebte er von der Mutter getrennt. 1843 stellte die Mutter für ihn einen Antrag auf Unterstützung. Er machte das externe Abitur, wobei er in seinem dafür obligatorischen Lebenslauf schon damals auf seine „hypochondrische Stimmung“ aufmerksam machte und im Übrigen auf Empfehlungen von Dirichlet, Hamilton, Jacobi und des Astronomen und Sekretärs der Berliner Akademie Johann Franz Encke verwies. Im Oktober immatrikulierte er sich an der Berliner Universität.

## Studium
Januar 1844 reichte er eine eigene Arbeit über kubische Formen in zwei Variablen bei Leopold Crelle zur Veröffentlichung ein, in dessen Zeitschrift die meisten seiner Arbeiten erschienen. Über ihn lernte er im März 1844 auch Alexander von Humboldt kennen, der ihn förderte, mit ihm in Briefwechsel trat und zahlreiche Eingaben für ihn machte. Er erhielt von nun an zahlreiche Zuwendungen des Königs und des Kultusministeriums bzw. der Akademie: insgesamt 5300 Taler, im Mittel 250 Taler im Jahr, wobei er nach seinem Tod noch 500 Taler seinen Eltern hinterließ. Allerdings mussten die Eingaben alle zwei bis drei Jahre erneuert werden. Auf Einladung von Gauß, der die ihm zugesandten Arbeiten lobte, war er im Juni in Göttingen. Dort freundete er sich auch mit dem Mathematiker Moritz Stern an. Gleichzeitig erschienen in Band 27 und 28 von Crelles Journal 1844 25 Arbeiten von ihm (genauer 23, und 2 Probleme), die ihn mit einem Schlag bekannt machten. Sie betrafen das kubische und biquadratische Reziprozitätsgesetz (Gauß veröffentlichte in den Disquisitiones nur das quadratische Reziprozitätsgesetz), Arbeiten über kubische Formen, Kreisteilung, elliptische und Abelsche Funktionen. Erste Ehrungen folgten: 1845 wurde er als Student im dritten Semester auf Vorschlag von Kummer und Jacobi Ehrendoktor der Universität Breslau, und Gauß schlug ihn für den Orden Pour le Mérite vor. Er machte die Bekanntschaft von Leopold Kronecker, mit dem er sich anfreundete. Als dieser allerdings die Universität verließ, um eine Karriere als Geschäftsmann zu beginnen, war er sehr isoliert. Seine hypochondrische Stimmung verschlechterte sich und blieb so bis zu seinem Tod. Anfang 1846 gab es einen Prioritätsstreit mit Jacobi: Er hatte ihn in seinen Arbeiten zur Kreisteilung nicht erwähnt. Jacobi nannte ihn in einem Schreiben an Bessel einen „Lügner und (literarischen) Dieb“, was auch Auswirkungen auf seine Förderer (Encke) in Berlin hatte. Gauß dagegen, der sonst mit Lob kargte, schrieb am 14. April 1846 an Humboldt, dass Eisensteins Begabung von der Art sei, „welche die Natur in jedem Jahrhundert nur wenigen erteilt“. Der 80-jährige Humboldt versuchte nach Kräften den Einflussnahmen Jacobis entgegenzusteuern, suchte aber schon einen anderen Wirkungsort und schrieb dazu an den bayrischen Kronprinzen Maximilian und nach Heidelberg.

## Dozentur und Ende
1847 habilitierte sich Eisenstein und hielt Vorlesungen an der Berliner Universität als Privatdozent. Im Sommer 1847 hörte dort Bernhard Riemann bei Eisenstein über elliptische Funktionen. Eisenstein schrieb über Riemann: „Als er hier war bin ich ihm förmlich nachgelaufen, er schien mich aber zu vermeiden“ und führte das auf seine eigene Schüchternheit und Unzugänglichkeit zurück. Im Übrigen hatte er sechs (elliptische Funktionen) bzw. zwei Hörer (Funktionentheorie), und ähnlich in den folgenden Semestern. Eisenstein gab einen Sammelband mit seinen Arbeiten heraus, für den Gauß das Vorwort schrieb.
Im Revolutionsjahr 1848 besuchte er demokratische Clubs, mischte sich aber nicht in die Politik. Er studierte bei Johannes Müller schon seit 1847 nebenbei Medizin. In Briefen beklagte er sich über seine Isolation: Dirichlet wäre ganz freundlich zu ihm, er spüre aber nur kalte Höflichkeit. Am 19. März wurde er in seinem Haus Ecke Friedrich- und Krausenstraße während der Barrikadenkämpfe mit den anderen Bewohnern festgenommen, da aus dem Haus geschossen worden war. Unter Misshandlungen wurden sie nach Spandau in die Zitadelle gebracht, aber am nächsten Tag freigelassen. In dieser Zeit hielt er an der Universität Vorlesungen über Analysis und Mechanik.
Im März 1849 gab Dirichlet ein sehr gutes Urteil über ihn für das Kultusministerium ab. Das Ministerium fragte auch nach umlaufenden Gerüchten über sein „sittliches Verhalten“. Anscheinend glaubte man aber Gerüchten, er hätte sich an der Revolution beteiligt und kürzte sein Gehalt, was Humboldt noch teilweise auffangen konnte, der für ihn ein ähnliches Schicksal wie das Abels befürchtete. Das Verhältnis zu Crelle trübte sich, da dieser ohne zu fragen Änderungen an seinen Veröffentlichungen vornahm, mit denen er Eisensteins Stil verbessern wollte, die aber nach Eisensteins Meinung teilweise den Sinn verändern.
August 1850 beantragten Dirichlet und Jacobi für Eisenstein eine Professur, was aber abgelehnt wurde. Offiziell teilte man ihm Zweifel an seiner Lehrbefähigung mit. Er war häufig krank und hielt seine Vorlesung für die wenigen Hörer teilweise vom Bett seines Zimmers aus. Er veröffentlichte sein Irreduzibilitätskriterium und Arbeiten über höhere Reziprozitätsgesetze. Januar 1851 wurde er zum Mitglied der Berliner Akademie der Wissenschaften gewählt, nachdem er von Dirichlet, Jacobi und Encke vorgeschlagen worden war. Er wurde aber nicht aufgenommen, da zwei andere Kandidaten die frei gewordenen Plätze einnahmen. Allerdings wurde er 1851 mit Kummer auf Vorschlag von Gauß zum korrespondierenden Mitglied der Göttinger Akademie der Wissenschaften ernannt. März 1852 wurde er dann auch Mitglied der Berliner Akademie.
Nachdem er in den Jahren zuvor immer wieder wegen Krankheit niederlag, erlitt er Ende Juli 1852 einen Blutsturz (Tuberkulose). Auf Betreiben Humboldts erhielt er 500 Taler für einen einjährigen Sizilienaufenthalt, war dafür aber zu schwach. Er starb mit 29 Jahren im Oktober und wurde auf dem Friedhof am Blücherplatz beigesetzt. Der 83-jährige Humboldt gab ihm das letzte Geleit. Das Grab existiert nicht mehr. Humboldt sorgte für die finanzielle Unterstützung der Eltern, die die Briefe Humboldts an ihren Sohn 1869 zur Verfügung stellten, um aus dem Verkaufserlös für das Humboldt-Denkmal zu spenden.

## Werk
In der Algebra stammt das Eisensteinkriterium von ihm (wurde allerdings schon vorher von Theodor Schönemann bewiesen). Nach ihm benannt sind z. B. die Eisenstein-Zahlen, die Eisensteinreihen und die Eisensteinfunktionen. Der Zugang zu elliptischen Funktionen über Eisensteinreihen ist später von Weierstraß und Kronecker ausgebaut worden. Auch über Thetafunktionen finden sich neue Gesichtspunkte bei Eisenstein.
In der Zahlentheorie bewies er das kubische und biquadratische Reziprozitätsgesetz (aus der Theorie der Lemniskate), gab einen geometrischen Beweis des quadratischen Reziprozitätsgesetzes (Crelle Journal Band 28, 1844, S. 246) und errang dafür die Bewunderung von Gauß. Bei all diesen Gesetzen handelt es sich um die Charakterisierung der Lösungen der entsprechenden Gleichungen (3. und 4. Grades) in der „(mod p)-Arithmetik“. In seinen Arbeiten zu den Reziprozitätsgesetzen stand er im Wettstreit mit gleichzeitigen Arbeiten Kummers, dessen Idealtheorie er auch verwendete. Außerdem versuchte er Gauß’ Arbeiten über quadratische Formen in den Disquisitiones auf kubische Formen auszudehnen. Er entdeckte 1850 als erster die Stern-Brocot-Folge.
Leopold Kronecker führte viele Ideen seines Freundes weiter. André Weil zeigt in seinem Buch, dass die Theorien Eisensteins auch heute noch sehr aktuell sind.

## Schriften und Werkausgaben
- Mathematische Abhandlungen. Besonders aus dem Gebiete der höheren Arithmetik und der elliptischen Funktionen. Mit einer Vorrede von C. F. Gauß. Reimer, Berlin 1847.
- Mathematische Werke. 2 Bände. Chelsea Publ., New York 1975, ISBN 0-8284-0280-9 (2. Auflage 1989, ISBN 0-8284-1280-4).